# Bembidion terminale
Bembidion terminale es una especie de escarabajo del género Bembidion, tribu Bembidiini, familia Carabidae. Fue descrita científicamente por Heer en 1841.
Se distribuye por Suiza, Austria, Francia, Alemania, Rusia y Turquía. La especie se mantiene activa entre abril y octubre.